# Жан-Люк Пікар
Жан-Люк Піка́р (англ. Jean-Luc Picard) — персонаж науково-фантастичного телевізійного серіалу «Зоряний шлях: Наступне покоління», «Зоряний шлях: Пікар», супутніх повнометражних фільмів та пов'язаних творів. Епізодично з'являється в «Зоряний шлях: Глибокий космос 9». Зображений актором Патріком Стюартом.
Відомий як талановитий капітан кількох експедиційних зорельотів Об'єднаної Федерації Планет, зокрема «Ентерпрайз-D» і «Ентерпрайз-E». Під командування Жана-Люка Пікара було відкрито численні планети, природні явища та цивілізації. Брав участь у важливих дипломатичних місіях та військових операціях.

## Біографія
Жан-Люк Пікар народився 13 липня 2305 року у французькому Ла-Баррі, Земля. Дитинство провів на родинній фермі, де навчився виноградарству. Його батьки були консерваторами та не користувалися багатьма звичними для того часу технологіями. Він добре знав англійську та французьку мови. Пікар прагнув вступити до Академії Зоряного Флоту, але перша спроба була невдалою. Втім, у 2323 році він успішно склав іспит та був зарахований на навчання.
В Академії Жан-Люк Пікар зацікавився археологією, його вчитель Річард Гален спонукав Жана-Люка стати космоархеологом, але той зрештою обрав військово-дослідницьку спеціалізацію. Він був запальним і здібним кадетом. В 2327 його поранив у серце навсікаєць через нечесне налаштування азартної гри. Пікара було врятовано заміною живого серця на протез.
Пікар був призначений на службу в званні лейтенант-командера на зореліт USS «Старгейзер». У 2333 році, після загибелі капітана, він прийняв командування судном, ставши одним з наймолодших офіцерів зі званням капітана. Він брав участь у переговорах з кардасіанцями, де на знак добрих намірів вимкнув щити корабля, однак «Старгейзер» у відповідь був атакований та пошкоджений. У 2355-му «Старгейзер» зазнав нападу невідомого судна (пізніше з'ясувалося, що воно належало ференгі). Пікар застосував маневр, згодом названий на його честь, що полягав у короткому варп-стрибку впритул до ворога і залпі з усієї зброї. Попри порятунок екіпажу, дії Пікара підпали під розслідування, та в результаті він був виправданий.
У 2364 році Жан-Люк Пікар був призначений капітаном USS «Ентерпрайз-D» — найбільшого на той час багатофункціонального зорельота класу «Галактика». Він сам підбирав екіпаж для 7-ирічної експедиції корабля в недосліджені регіони галактики.
На початку експедиції Пікар зустрів представника богоподібної цивілізації Q, що піддав капітана і його команду суду, вважаючи, що люди жорстокі та негідні виходу в космос. Жан-Люк взяв на себе обов'язок довести Q, що він помиляється. В ході досліджень галактики Пікар неодноразово демонстрував гуманізм, ставлячи життя і справедливість понад усе — навіть Верховну директиву. Особливий інтерес для нього складав член команди, андроїд Дейта, котрий під командуванням Пікара розвивав людяність. В той же час Пікар проігнорував попередження Q про могутніх ворогів, до зустрічі з якими людство неготове, в результаті зустрівшись із Борґом — цивілізацією кіборгів, що асимілюють інші цивілізації.
У 2366 він допоміг провести переговори з легоранами, що перебували під загрозою через хворобу вулканського посла. Того ж року Борґ здійснив першу атаку проти Федерації, знищивши багато кораблів. Капітана Пікара вони викрали та перетворили на унікального дрона — Речника (Локутуса), поглинувши його знання та поставивши командувати вторгненням. Команда «Ентерпрайза-D» згодом повернула капітана і видалила вживлені йому імплантати. Проте Пікара з того часу мучили спогади про Борґа, він задумався про те, щоб покинути Зоряний Флот, але за підтримки брата повернувся на службу.
У 2369 Жан-Люк вирушив на таємну місію, щоб завадити кардасіанцям розробити зброю. Він потрапив у полон і кілька днів провів під тортурами, поки не був визволений. В 2368 він потрапив під вплив зонда, що містив спогади зниклої цивілізації, та провів у його віртуальній реальності 5 років (в реальності минуло 25 хвилин). Також він виявив аномалію, що загрожувала стерти з історії все життя на Землі, але зміг завадити її руйнівним наслідкам. Q повідомив, що це було частиною випробування, яке люди пройшли, але фактично випробування не закінчиться ніколи.
Жан-Люк не заводив сім'ї, вважаючи, що рід Пікарів продовжить його брат. Але після загибелі брата через нещасний випадок він відчував вину за те, що поставив службу в Зоряному Флоті понад сім'ю. Незадовго він опинився в аномалії, де мрії відчувалися реальними, та знайшов там бажане життя. Втім, усвідомивши ілюзорність, він покинув аномалію, заразом звільнивши капітана Джеймса Кірка, що потрапив туди. В результаті «Ентерпрайз-D» був знищений, але команда врятувалася та перейшла на новий «Ентерпрайз-E».
У 2373 Борґ почав новий наступ на Федерацію. Борґ спробував змінити історію, завадивши першому надсвітловому польоту землян, але завдяки Пікару історію було виправлено. У 2375 він виступив проти злочинних дій Федерації з переселення жителів планети Ба'Ку. В 2379 Жан-Люк виявив, що ромуланці створили його клона Шизона, котрий захопив владу на замислив знищити Землю, і не дав його планам здійснитись. Дейта загинув, рятуючи екіпаж, що стало для Пікара великою втратою. Надалі Жан-Люк згадував Дейту майже як власного сина. Існування свого біологічного сина Джека, народженого від коротких стосунків із Беверлі Крашер, Жан-Люк довго приховував і не підтримував зв'язків з ним, щоб убезпечити від своїх ворогів.
Під час подорожей в часі в ході експедицій Пікар дізнався, що в майбутньому в нього може розвинутися невиліковна хвороба мозку. Але насправді це пізніше виявилася таємна програма Борґа задля прихованої асиміляції Федерації.
Пікара було підвищено у званні до адмірала в 2385. Того ж року він організував рятувальну операцію для порятунку ромуланців від вибуху наднової. Проте Федерація відкликала рятувальний флот через те, що ромуланці були її ворогами. Невдовзі цей флот був знищений в ході повстання синтетів на Марсі. Після вибуху зорі Ромула в 2387, Жан-Люк на знак протесту проти байдужості Федерації покинув Зоряний Флот.
Бувши у відставці, Жан-Люк оселився у Франції в шато, де проживав з двома дружніми ромуланцями. В 2399 Пікар дізнався про існування синтетки Даж, заснованої на особистості Дейти. На неї полювали ромуланці і врешті вбили, проте адмірал довідався про її сестру Соджі. В її пошуках Пікар самовільно покинув Землю, зібравши команду колишніх колег і найманців. Йому вдалося виявити спільноту синтетів, які прагнули приманити в галактику Альянс синтетів, що звільнив би їх від потреби переховуватись. Пікар зумів переконати Соджі завадити цьому, проте хвороба мозку далася в знаки і Жан-Люк невдовзі помер. Утім, його свідомість вдалося перенести до синтетичного тіла, в якому він повернувся до Федерації.
Q переніс Жана-Люка з частиною його колег у XXI століття, щоб влаштувати фінальне випробування. В результаті Пікар пройшов його, завадивши перетворенню Федерації на мілітаристську загарбницьку державу, та сприяв появі дружньої фракції Борґа. Терористичні атаки Змінників і переслідування Джека спонукали Жана-Люка зібрати свою стару команду. В результаті він помирився з сином і Беверлі, та виявив, що коли перебував у полоні Борґа, йому вживили біологічну програму, котра поширилася по Федерації, роблячи молодь вразливою для дистанційного контролю вцілілою Королевою Борґа. Ефект проте не поширювався на старше покоління, тож Жан-Люк зі своєю командою скористалися списаним «Ентерпрайзом-D», щоб знищити Королеву остаточно.